# Rosch Pina
Rosch Pina (hebräisch רֹאשׁ פִּנָּה Rosch Pinnah, deutsch ‚Haupt der Ecke‘, Plene: ראש פינה auch „Rosh Pina“ geschrieben) ist eine Ortschaft im oberen Galiläa; sie gehört zum Nordbezirk Israels. Die Stadt wurde 1882 von 30 Einwandererfamilien aus der rumänischen Stadt Moinești gegründet. Rosch Pina bedeutet „Eckstein“ und ist als Zitat einem Psalmvers entnommen (Ps 118,22 ), der unten im Stadtwappen steht.

## Geschichte
Rosch Pina war eine der ersten modernen jüdischen Siedlungen in Palästina, das damals Teil des Osmanischen Reiches war. Die Siedlung, deren Gründung von Samuel Pineles mit vorbereitet wurde, war im Jahr 1883 die erste jüdische Siedlung unter dem Patronat Baron Edmond James de Rothschilds. Der Ort ist heute ein israelischer Lokalverband.

## Demographie
2018 hatte Rosch Pina 3120 Einwohner, überwiegend Juden. 1948, im Jahr der Gründung Israels und des Ausbruchs des Palästinakrieges, hatte der Ort 346 Einwohner.

## Geographie
Rosch Pina liegt nördlich des Sees Genezareth, etwa 2 km südöstlich der Stadt Safed auf einer Höhe von 420 Metern über dem mittleren Meeresspiegel. Nördlich von Rosch Pina liegt die Huleebene mit den Resten des Hule-Sees, der eigentlich ein in den 1950er Jahren trockengelegtes Sumpfgebiet ist.

## Verkehr
Der Flugplatz Mahanaim / Flughafen Rosh Pina liegt 2,1 km von Rosch Pina entfernt. Er ist nur für den nationalen Flugverkehr von Bedeutung.

## Persönlichkeiten
- Ami Assaf (1903–1963), Politiker
- Arna Mer-Chamis (1929–1995), Menschenrechtsaktivistin
- Meir Dagan (1945–2016), General und Mossad-Direktor